# Sematophyllum micrangium
Sematophyllum micrangium är en bladmossart som beskrevs av Brotherus 1925. Sematophyllum micrangium ingår i släktet Sematophyllum och familjen Sematophyllaceae. Inga underarter finns listade i Catalogue of Life.